# اخطار مرگ
اخطار مرگ یا اعلامیه مرگ (انگلیسی: Death Notice) یک فیلم جنایی، معمایی و دلهره‌آور هنگ کنگی به کارگردانی هرمان یائو با بازی لوئیس کو، جولیان چیانگ، فرانسیس نگ و سیمون یام که در سال ۲۰۲۳ منتشر شد. فیلمنامه بر اساس رمان چینی با همین عنوان نوشته ژو هائوهویی نوشته شده‌است.
فیلمبرداری این فیلم در آوریل ۲۰۱۸ آغاز شد. این فیلم در ابتدا برای اکران در ۹ دسامبر ۲۰۲۱ در هنگ کنگ تنظیم شده بود، اما بعداً بازگردانده شد و دلیل آن «اصلاح بازاریابی» ذکر شد. و سرانجام در ۱۸ اوت ۲۰۲۳ منشر شد.

## داستان
در هنگ کنگ، یک قاتل زنجیره‌ای هوشیار به نام دارکر، اعلامیه‌های مرگ را در مورد زمان و نحوه قتل یک قربانی منتشر می‌کند. حتی اگر قربانی آن را به پلیس گزارش دهد و محافظت دریافت کند داکر به راحتی می‌تواند آنها را شکسته و هدفش را بکشد.